# 赫里霍里夫卡 (波洛希區)
47°19′28″N 36°17′10″E / 47.32444°N 36.28611°E
赫里霍里夫卡（烏克蘭語：Григорівка）是位於烏克蘭東南部的村莊，由扎波羅熱州波洛希區的波洛希市鎮負責管轄。該村始建於1789年，面積6.16平方公里，海拔高度189米，2001年人口1,210，人口密度每平方公里196.4人。